# Pinuccio Sciola

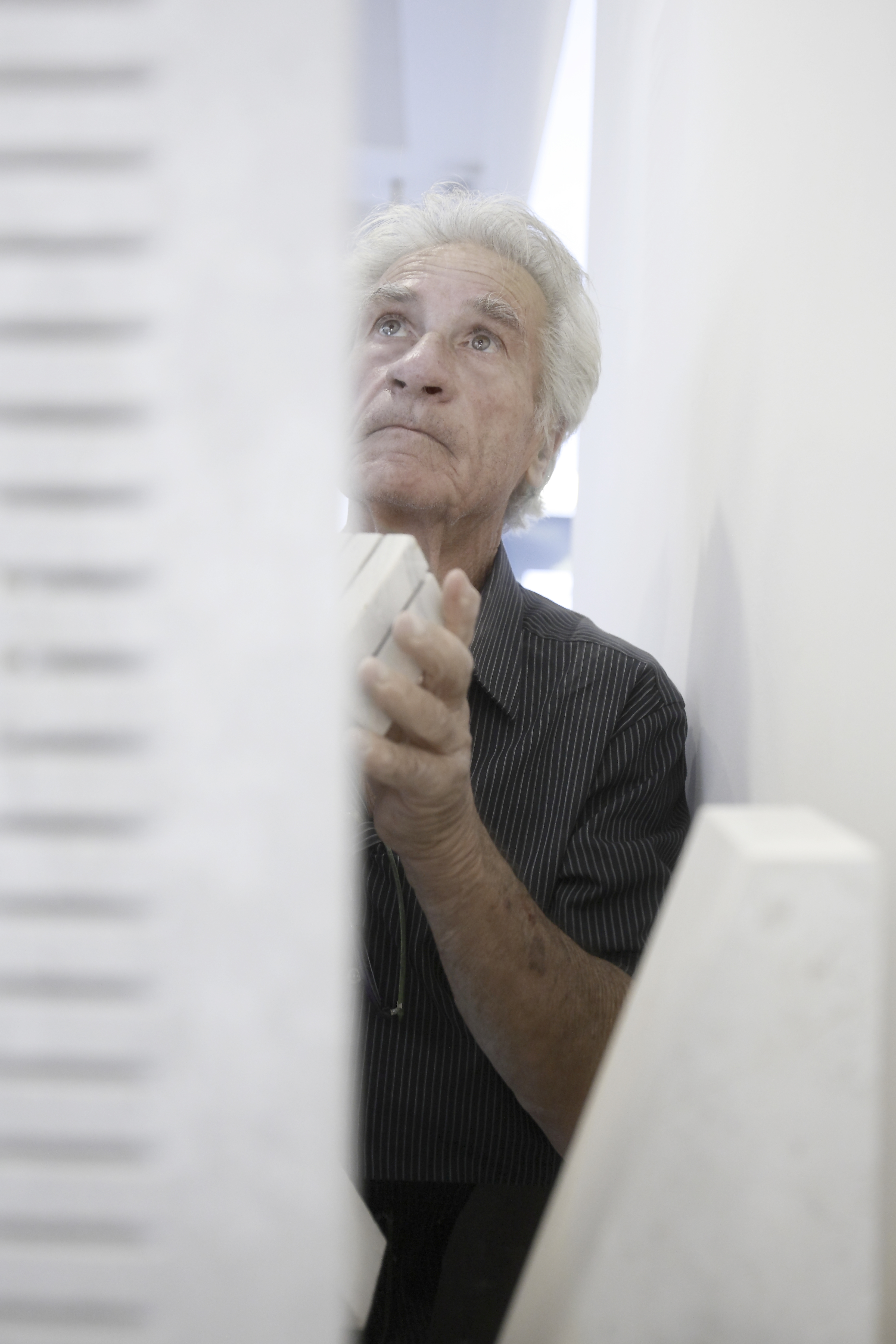
Pinuccio Sciola 2014

Pinuccio Sciola (* 15. März 1942 in San Sperate auf Sardinien; † 13. Mai 2016 in Cagliari) war ein italienischer Bildhauer und ein Künstler des Muralismo.

## Leben und Werk
Zunächst war Sciola künstlerischer Autodidakt. Durch die Teilnahme an einem Wettbewerb der Warenhauskette Rinascente gewann er 1959 ein Stipendium an der Kunstakademie in Cagliari, wo er bis 1964 studierte. 1961 und 1962 unternahm er Kulturreisen, so etwa nach Rom, Florenz, Venedig, Ravenna und Neapel. 1964 besuchte er die Klasse für Bildhauerei an der Internationalen Sommerakademie für Bildende Kunst in Salzburg.
Von 1964 bis 1965 studierte er an der Pädagogischen Hochschule in Florenz und schloss mit dem Magistero d'arte ab. 1967 erhielt er ein Stipendium für einen Studienaufenthalt in Spanien, das ihm erlaubte, ein Jahr an der Universidad Complutense in Madrid zu sein.
Ab 1968 schuf Sciola schon Wandmalereien, 1973 lud ihn die UNESCO zu Studien in Mexiko ein. Unter dem Eindruck der Werke des mexikanischen Wandmalers David Alfaro Siqueiros wurde Sciola zum Anhänger des Muralismo. 1976 nahm Sciola für Italien an der Biennale di Venezia teil, 1983 beim internationalen Festival dei Due Mundi in Spoleto. 1986 erhielt er ein Stipendium für einen Aufenthalt in Paris. Von 1990 bis 1996 unterrichtete Sciola Bildhauerei an der Kunstakademie in Sassari. 2012 wurde er zum Kommandanten des Verdienstordens der Republik Italien ernannt.
Sciola lebte und arbeitete in San Sperate. Seine Heimatstadt wurde durch ihn und weitere Künstler für ihre Wandbilder berühmt. Auch seine Klangsteine machten ihn weltweit bekannt.
Nach seinem Tod gründeten seine Kinder 2016 den Verein PS Museum, der sich – nach einer Idee des Künstlers – zum Ziel gesetzt hat, über das Freilichtmuseum Garten der klingenden Steine in San Sperate das Lebenswerk des Künstlers lebendig zu halten.

## Werke (Auswahl)
- 1979: Sciola-Stein, Kirchheimer Kunstweg in Kirchheim unter Teck[5]
- 1985: Uccello di pietra, Skulpturenpark des Lehmbruck-Museums in Duisburg
- 1986: Tür aus Stein, Skulpturenpark des Schloss Morsbroich in Leverkusen
- 2002: Pietra musicale, Auditorium Parco della Musica in Rom
- 2003: Skulptur, Basilika von Assisi
- Pietre Sonore[6], Parco di Monte Claro in Cagliari
- 2004: Les feuilles mortes, Jardin du Luxembourg in Paris
- 2005: Basalti sonori, Musei Civici di Monza[7]

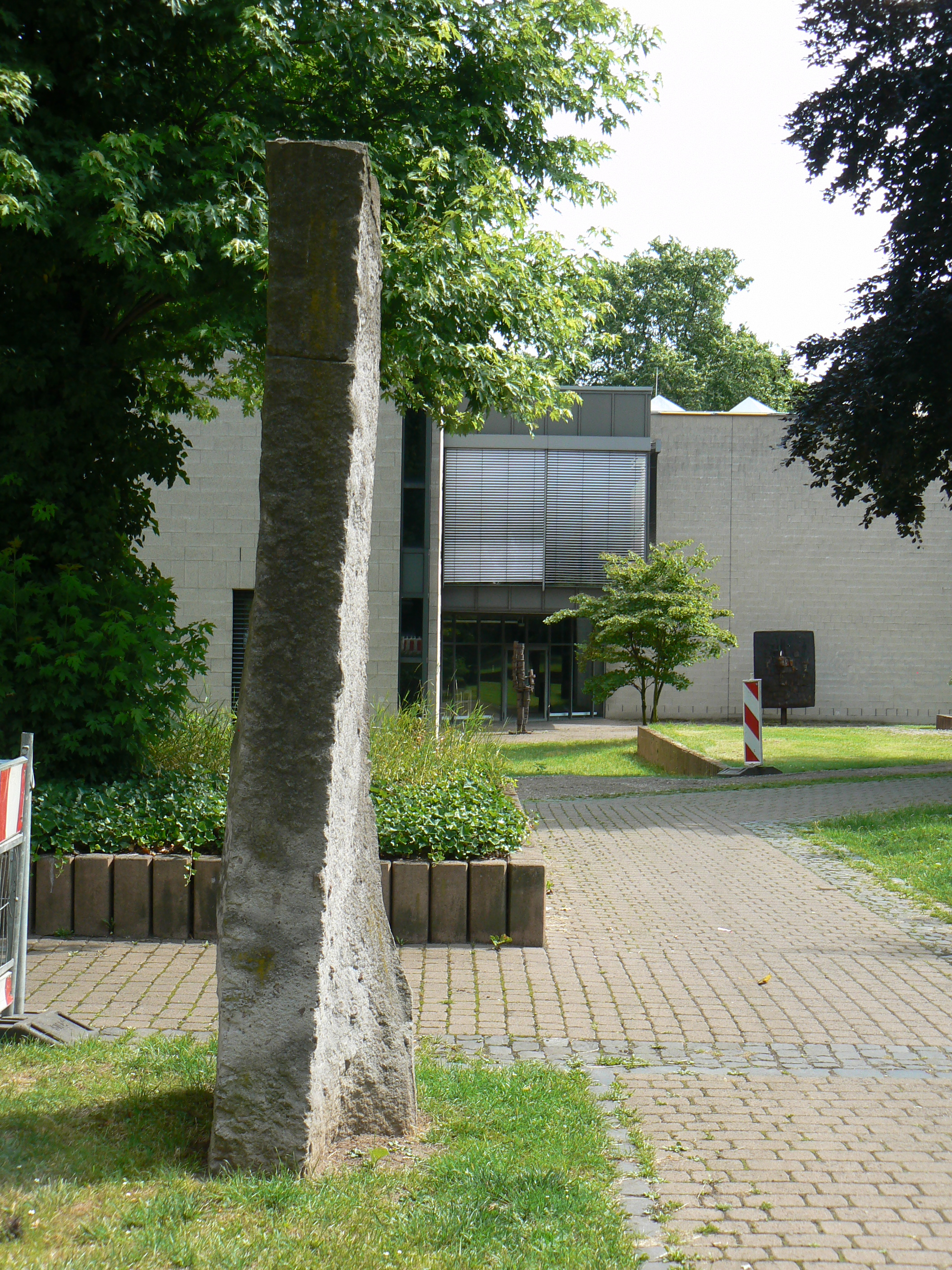
Uccello di pietra, Duisburg, 1985
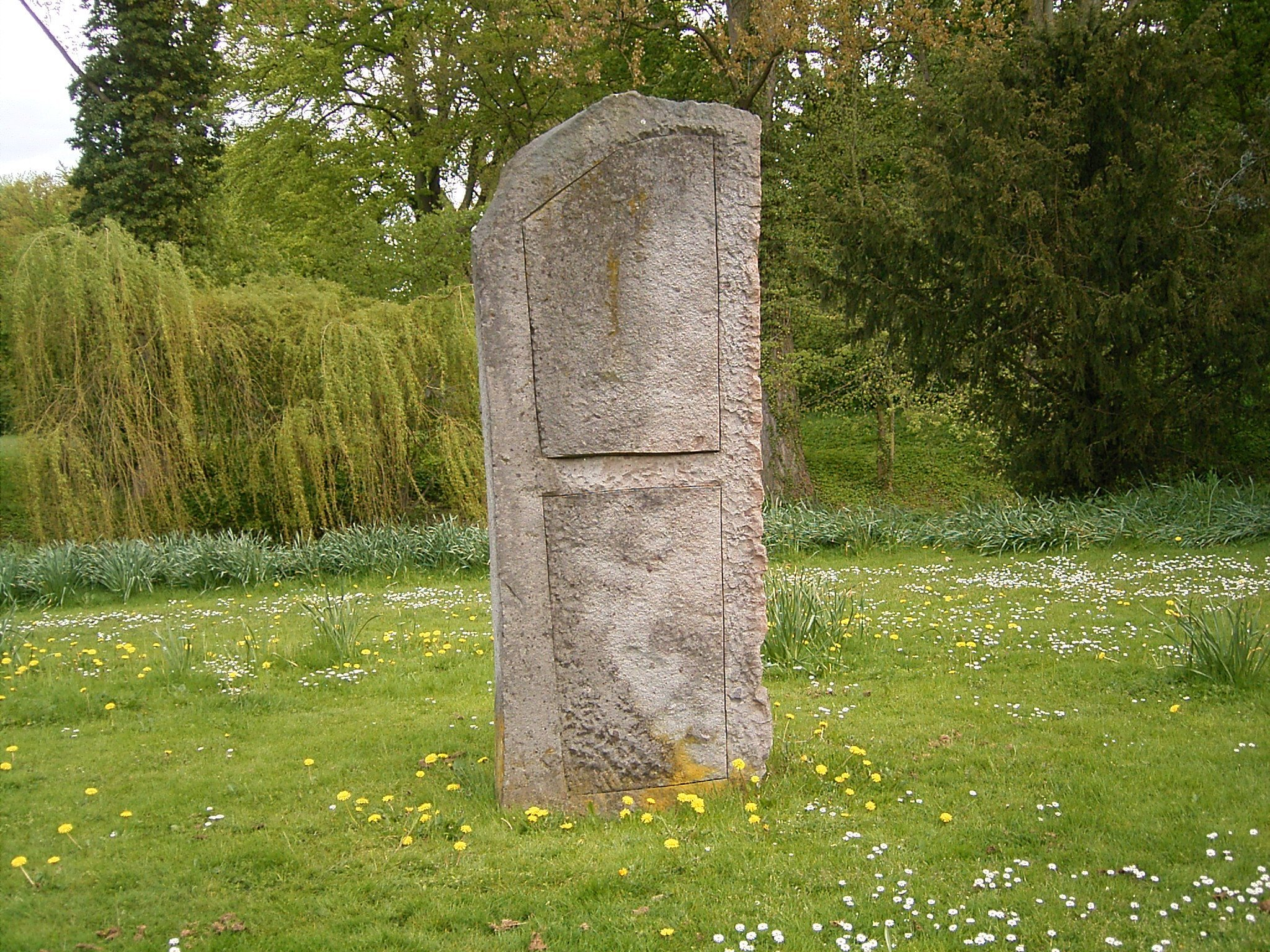
Tür aus Stein, Leverkusen, 1986
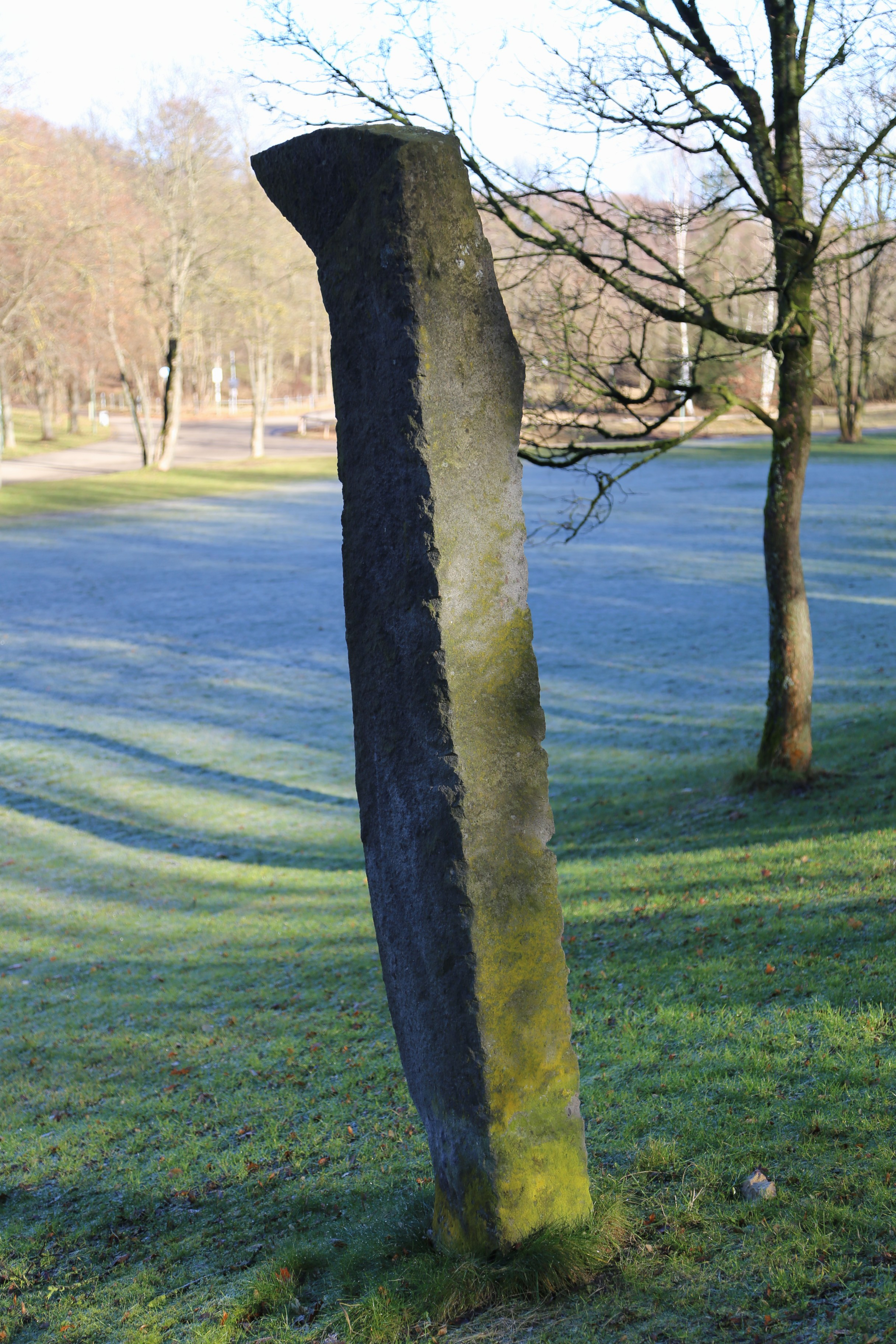
Steinerner Vogel, München, 1986
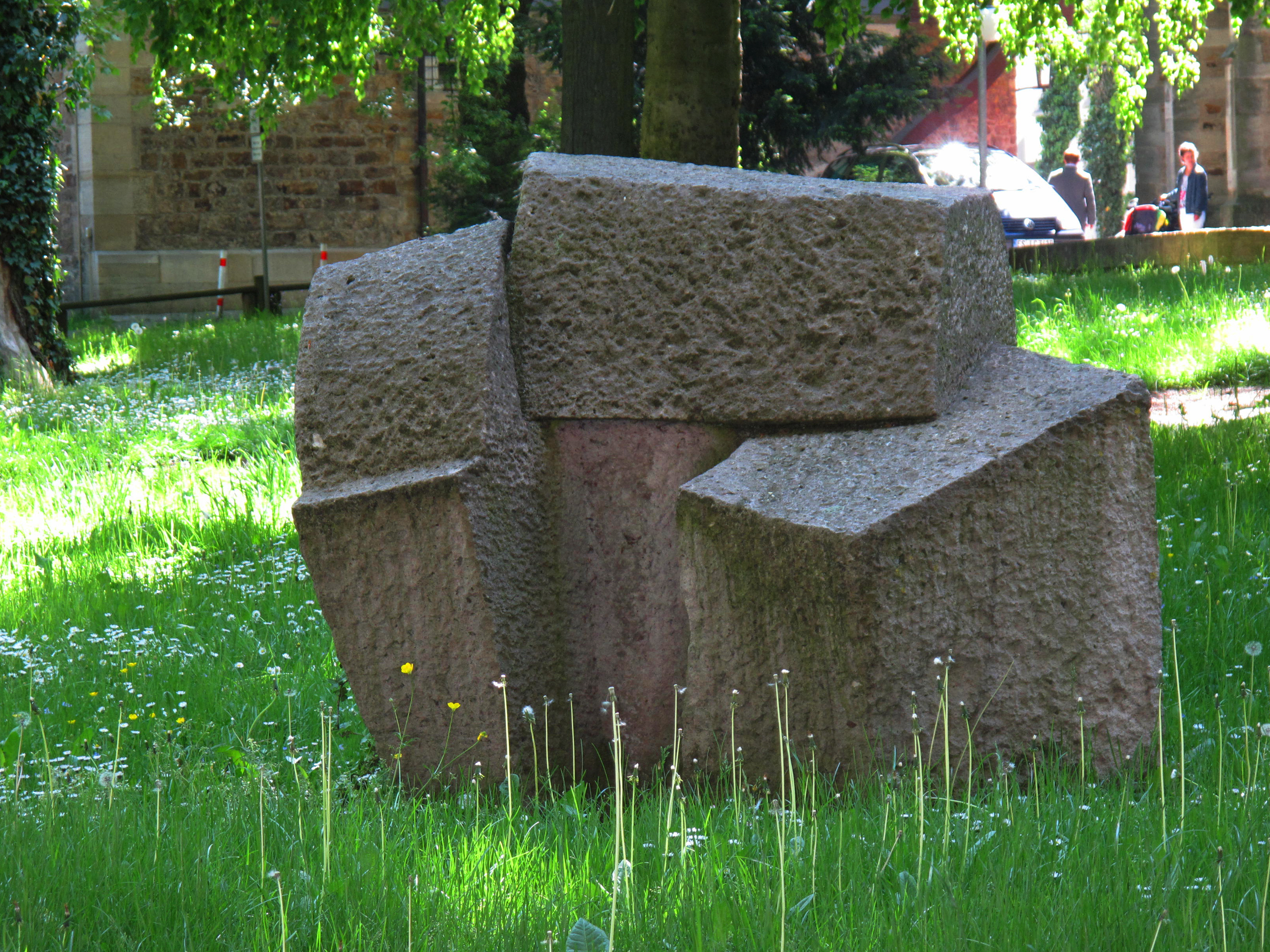
Sciola-Stein, Kirchheim unter Teck, 1979

## Tonaufnahmen
- Pinuccio Sciola: Prima, fu il suono. CD 2015, Isula Records, Alghero